# Sebastián Decoud
Sebastián Decoud (Curuzú Cuatiá, Corrientes; 18 de septiembre de 1981) es un jugador de tenis argentino. Su mejor posición en el ranking mundial ATP hasta el momento ha sido Nº100 y ha conquistado cuatro títulos challenger en su carrera. Es zurdo y utiliza el revés a una mano. Su último torneo challenger fue en Quito en el año 2011. Actualmente se encuentra fuera del circuito profesional.
Su mejor actuación hasta el momento fue haber clasificado para el Abierto de Francia de 2008 como "Lucky loser" y derrotar en primera ronda al belga Christophe Rochus. Luego perdió en segunda ronda ante el español Nicolás Almagro. Otra buena victoria fue la conseguida ante José Acasuso en el Torneo de Costa do Sauipe de 2008 por la primera ronda.
Desde el 19 de julio del 2009 está casado con la  presentadora de televisión, comerciante, mujer emblema y empresaria Mabel Cartagena.

## Títulos
No ha ganado títulos ATP.

### Individuales
| Leyenda                |
| Grand Slam (0)         |
| Tennis Masters Cup (0) |
| ATP Masters Series (0) |
| ATP Tour (0)           |
| Challengers (4)        |
| Futures (3)            |

| N.º | Fecha                  | Torneo    | Superficie    | Oponente en la final      | Resultado      |
| --- | ---------------------- | --------- | ------------- | ------------------------- | -------------- |
| 1.  | 25 de junio de 2007    | Constanta | Tierra batida | Victor Crivoi             | 6-3 6-3        |
| 2.  | 25 de agosto de 2008   | Almaty    | Tierra batida | Alex Bogomolov            | 6-4 6-2        |
| 3.  | 13 de abril de 2009    | Roma      | Tierra batida | Simon Greul               | 7-6(2) 6-1     |
| 4.  | 23 de octubre de 2011  | Quito     | Tierra batida | Daniel Muñoz de la Nava   | 6-3 7-6(3)     |
| 1.  | 16 de agosto de 2010   | Bogotá    | Tierra batida | Guillermo Rivera Aránguiz | 6-4 6-3        |
| 2.  | 23 de agosto de 2010   | Pereira   | Tierra batida | Guillermo Rivera Aránguiz | 7-6(6), 7-5    |
| 3.  | 8 de noviembre de 2010 | Lima      | Tierra batida | Mauricio Echazu           | 7-6(4), 7-6(5) |